# Р-159
Р-159 — радянська переносна широкодіапазонна військова УКХ-ЧМ радіостанція для зв'язку у ланці управління збройних сил рота-батальйон. На озброєння радянської армії прийнята з початку 1980-х років.

## Опис

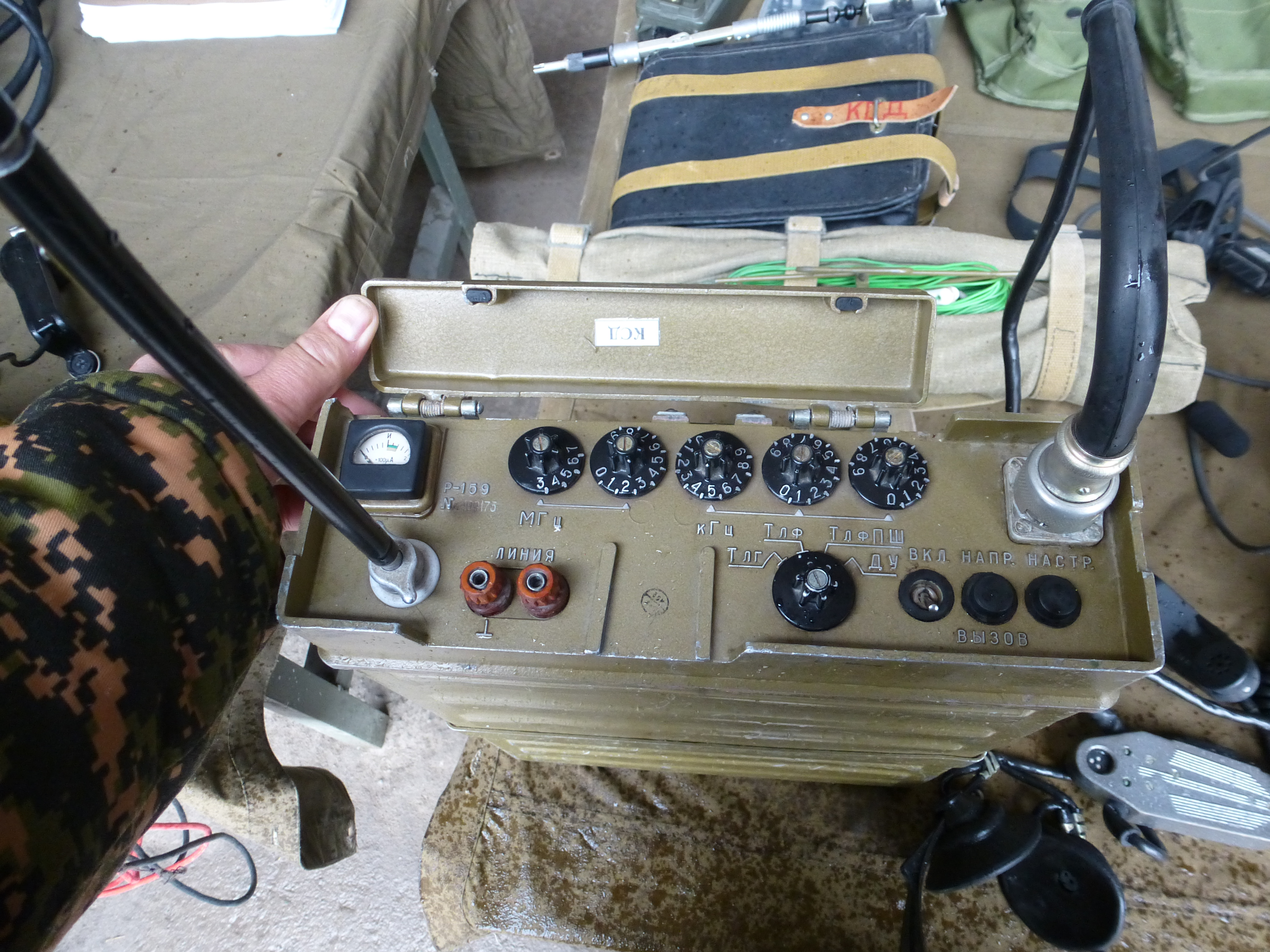
Радіостанція Р-159. Вид на верхню панель при відкритті кришки, що закриває ручки налаштування частоти

Радіостанція приймально-передавальна, симплексна з вузькосмуговим телеграфуванням та з тональним викликом, а також з можливістю дистанційного керування в телефонному режимі. Конструкція ранцева — наплічні ремені для перенесення кріпляться до корпусу. Також у комплекті є сумка радиста для перенесення антен та інструменту.
Радіостанція зібрана за трансиверною схемою. Формування частоти відбувається в однопетльовому синтезаторі з ФАПЧ. Встановлення частоти проводиться за допомогою малогабаритних поворотних галетних перемикачів, інформація з яких перетворюється на коефіцієнт поділу для синтезатора, що використовує дільник зі змінним коефіцієнтом поділу.
Тракт прийому — супергетеродинний, із двома перетвореннями частоти. Проміжні частоти — 11,5 і 1,5 МГц.
Основна вибірковість сусіднього каналу забезпечується на першій проміжній частоті за допомогою кварцового фільтра ФП2П-307 зі смугою пропускання 18 кГц.
Шумодавець використовує верхню частину спектра сигналу, отриманого після детектора. Особливість шумодавця цієї станції в тому, що він не повністю пригнічує сигнал низької частоти, щоб при черговому прийомі не пропустити сигнали слабких кореспондентів.
Тракт передачі — з окремим збудником, частота якого встановлюється за частотою синтезатора. Вихідний каскад — однотактний.
У радіостанції застосовано систему автоматичної підтримки рівня вихідної потужності. Для узгодження з антеною використовується автоматичний узгоджувальний пристрій, виконаний за схемою П-контуру з двома змінними ємностями. Активізується САУ натисканням однієї кнопки, яку потрібно утримувати до завершення процесу настроювання.
Живлення радіостанції здійснюється від акумуляторної батареї, розташованої у спеціальному відсіку корпусу радіостанції. Як кінцевий низькочастотний пристрій застосовується мікротелефонна гарнітура (складається з мікрофона ДЭМШ-1А, мікрофонного підсилювача і головних телефонів ТА-55м), або трубка з мікрофоном порошкового типу МК-10 і телефонним капсулем.
У комплект радіостанції входять такі антени:
1. гнучка штирьова антена конструкції Кулікова[ru]
2. 6-секційна штирьова антена
3. променева антена довжиною 40 метрів, що використовується як найпростіша спрямована антена біжучої хвилі[en].

Р-159 була штатною радіостанцією командира роти, з допомогою якої забезпечувався зв'язок як із командирами взводів, і зі штабом батальйону.

## Технічні характеристики
- Діапазон частот — 30,0 — 75,999 МГц
- Крок перелаштування — 1 кГц
- Вид роботи — ТлФ (телефон та телеграф з частотною модуляцією), ТлГ (вузькосмугове телеграфування)
- Чутливість приймача, не гірша, в ТлФ — 1,2 мкВ, в ТлГ — 0,6 мкВ
- Потужність передавача — 5 Ват
- Елементна база — напівпровідникові прилади
- Живлення — акумулятори. Напруга — 12 вольт. Максимальний струм споживання — 3,5 ампера.

### Дальність зв'язку
Р-159 забезпечує надійний двосторонній радіозв'язок на місцевості середньої пересіченості в будь-який час доби та року на будь-якій частоті діапазону у вільному від перешкод на відстані:
- на штирьову антену 1,5 м в режимі ТлФ до 12 км, в режимі ТлГ до 18 км;
- на штирьову антену 2,7 м в режимі ТлФ до 18 км, в режимі ТлГ до 27 км;
- на антену біжучої хвилі[en] в режимі ТлФ до 35 км, в режимі ТлГ до 50 км;
- при встановленні на автомобілі та антені 1,5 м при швидкості до 60 км/год — до 8 км.

### Граничні режими експлуатації
- Радіостанція зберігає працездатність у будь-яких кліматичних умовах за температури від −40°С до +50°С.
- Непроникна для дощу та витримує занурення у воду на глибину 0,5 метра та протягом 1 години.
- Працює в умовах тряски на ходу автомобіля будь-якими дорогами зі швидкістю до 60 км/год.
- Витримує авіадесантування парашутним способом у спеціальному м'якому контейнері типу ГК-30.

## Модифікація Р-159М

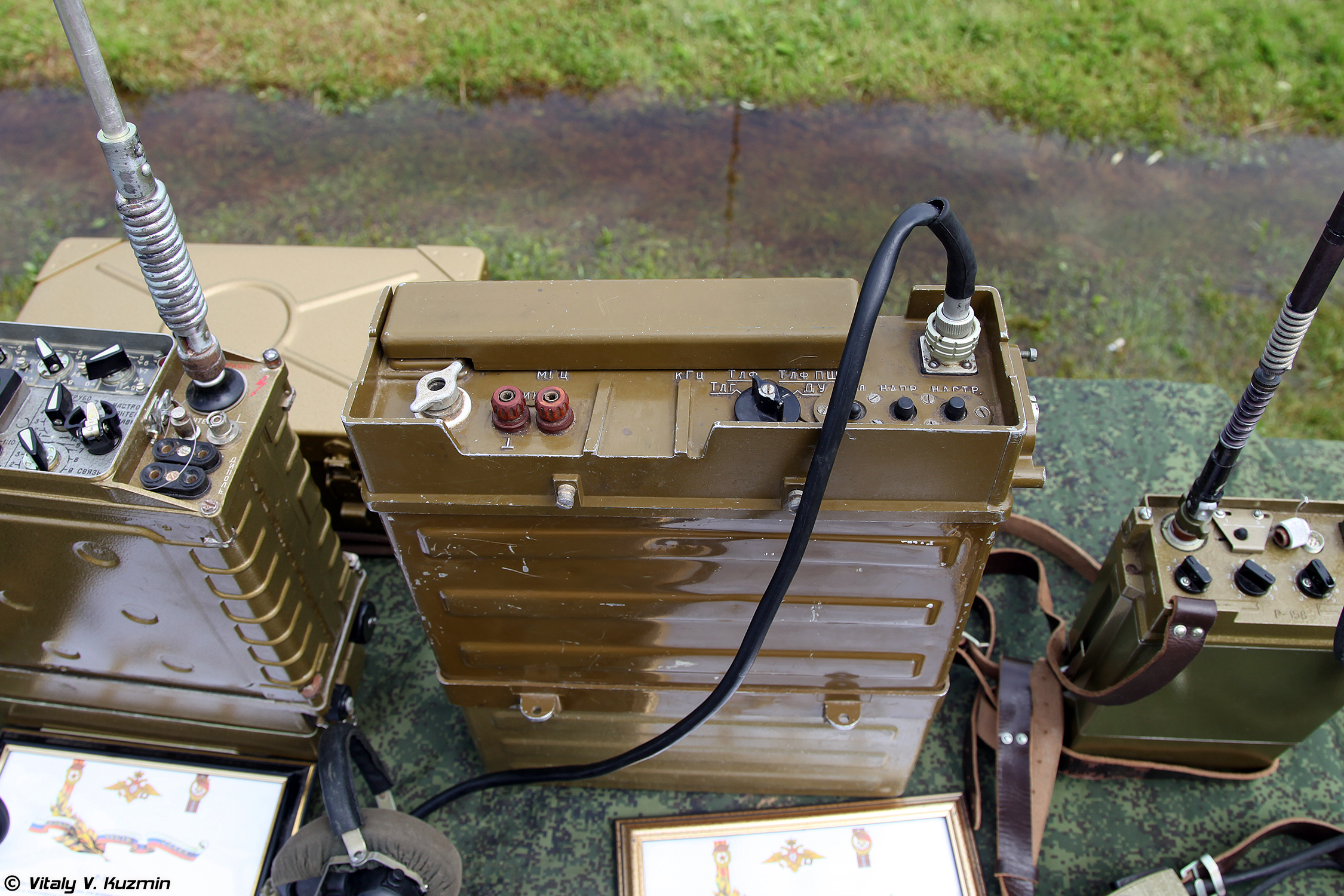
Радіостанція Р-159М

У 1988 році з урахуванням досвіду війни в Афганістані випущено модифікацію Р-159М.
Р-159М була призначена для роботи в комплекті з блоком засекречувального апаратурного зв'язку Т-240С «Історик» (що складається з блоку сполучення і блоку шифрування).